# Haruka Tenō
Czarodziejka z Urana (jap. セーラーウラヌス Sērā Uranusu; Sailor Uranus) – fikcyjna postać z serii mang i anime Sailor Moon autorstwa Naoko Takeuchi. Jej imię, Haruka Tenō (jap. 天王 はるか Ten'ō Haruka), można tłumaczyć także jako "Odległy Król Nieba". Czarodziejka z Urana jest jedną z czterech Czarodziejek Zewnętrznego Układu Słonecznego.

## Opis postaci
| Pierwsze wystąpienie  |        |             |
| Forma                 | Manga  | Anime       |
| Haruka Tenō           | Akt 24 | Odcinek 92  |
| Sailor Uranus         | Akt 24 | Odcinek 90  |
| Super Sailor Uranus   | Akt 39 | Odcinek 167 |
| Księżniczka Uran      | Akt 41 | —           |
| Eternal Sailor Uranus | Akt 42 | —           |
| Evil Sailor Uranus    | Akt 50 | Odcinek 197 |

Haruka jest upartą i opiekuńczą osobą, ale także o silnej woli, jest zdolna i urzekająca. Formalnie przedstawiona jest w serii Sailor Moon S, choć jej sylwetka pojawia się obok Sailor Neptune w ostatnim odcinku serii Sailor Moon R. Haruka, wraz z Michiru i młodszą Hotaru Tomoe, uczęszcza do Mugen Gakuen (bardzo ekskluzywnej uczelni).
Jest ukazywana jako zalotna i lubiąca dokuczać ładnym dziewczynom. W mandze nawet pocałowała Usagi. Ich relacje w anime są różne – jednak Haruka, podobnie jak Mamoru Chiba, również nazywa ją Księżycowa Pyza.
Zarówno w mandze, jak i w anime, ukazany jest romantyczny związek Haruki z Michiru, który w wielu krajach został objęty cenzurą. W anime Michiru jednorazowo flirtuje także z Seiyą, co powoduje zazdrość Haruki.
Poza swoim związkiem z Michiru, Haruka jest także bliską przyjaciółką Setsuny, ponieważ trzy z nich ściśle ze sobą współpracują jak Outer Senshi (Czarodziejki Zewnętrznego Układu Słonecznego). Po zniszczeniu Bractwa Śmierci i odrodzeniu Sailor Saturn jako niemowlę, postanawiają stać się jej rodziną i się nią opiekować. W późniejszych odcinkach pokazane jest, jak we czwórkę żyją razem. Nie jest wspomniane nic o życiu rodzinnym Haruki, choć ona i Michiru Kaiō wydają się być dość bogate. W mandze Haruka wspomina, że ona i Michiru mają "bogatych opiekunów".
Największym marzeniem Haruki, zanim jeszcze stała się Sailor Uranus, jest zostanie profesjonalnym kierowcą wyścigowym. Dlatego też jest to jej ulubione hobby, a jazda znajduje się na liście jej najlepszych umiejętności. Jest również wprawioną biegaczką, należy do szkolnego klubu lekkoatletycznego. Haruka potrafi również grać na pianinie, czasami grając w akompaniamencie, podczas występów Michiru, grającej na skrzypcach.

### Sailor Uranus
Haruka potrafi zmienić się w Sailor Uranus. Nosi strój w odcieniach granatu i złota. Jej osobowość nie różni się od tej sprzed transformacji, chociaż posiada pewne specjalne umiejętności. W języku japońskim planeta Uran nosi nazwę Ten'nōsei (jap. 天王星): pierwsze dwa znaki kanji znaczą "niebiański", a drugie wskazuje na obiekt astronomiczny. Również według greckiej mitologii Uranos był bogiem nieba, dlatego też na nim oparte są moce Sailor Uranus.
Z czasem staje się znacznie silniejsza i potężna, Sailor Uranus zyskuje dodatkowe moce. Pierwsza zmiana ma miejsce w 39 akcie mangi, kiedy zdobywa Uranus Crystal, jej strój staje się podobny do stroju Super Sailor Moon. Nie podano nazwy transformacji. Jej drugą i ostatnią przemianą w anime jest Super Sailor Uranus. Ostatnią transformacją Haruki jest Eternal Sailor Uranus, pojawia się ona tylko w mandze i jest najdoskonalszą postacią Senshi.

### Księżniczka Uran

Symbol Urana.

Księżniczka Uran (jap. プリンセス・ウラヌス Purinsesu Uranusu; Princess Uranus) – w mandze Haruka była Księżniczką na swojej rodzinnej planecie – Uranie. Jej zadaniem było strzec Królestwa przed inwazją z zewnątrz. Jeszcze za czasów Srebrnego Millenium jako księżniczka mieszkała w zamku Miranda Castle – zamku orbitującym wokół Urana. Królowa Serenity dała go jej, kiedy Księżniczka się urodziła.

## Transformacje

### Anime
- Uranus Planet Power, Make Up! (jap. ウラヌス・プラネット・パワー・メイク・アップ Uranusu Puranetto Pawā Meiku Appu; Potęgo Urana, Działaj!)[10]

### Manga
- Uranus Planet Power, Make Up! (jap. ウラヌス・プラネット・パワー・メイク・アップ Uranusu Puranetto Pawā Meiku Appu; Potęgo Urana, Działaj!)
- Uranus Crystal Power, Make Up! (jap. ウラヌス・クリスタル・パワー・メイク・アップ Uranusu Kurisutaru Pawā Meiku Appu; Kryształowa Potęgo Urana, Przemień Mnie!)[12]

## Ataki

### Anime
- World Shaking! (jap. 天界震／ワールド・シェイキング Wārudo Sheikingu; Trzęsienie Ziemi!)[13]
- Space Sword Blaster! (jap. 宇宙剣乱風／スペース・ソード・ブラスター Supēsu Sōdo Burasutā; Śmiertelny Kindżał!)[14]

### Manga
- World Shaking! (jap. 天界震／ワールド・シェイキング Wārudo Sheikingu; Trzęsienie Ziemi!)
- Space Sword Blaster! (jap. 宇宙剣乱風／スペース・ソード・ブラスター Supēsu Sōdo Burasutā; Cięcie Kosmicznego Miecza!)
- Space Turbulence! (jap. 宇宙乱気流／スペース・タービュレンス Supēsu Tābyurensu)[9]
- Galactica Space Turbulence! (jap. ギャラクティカ・宇宙乱気流 Gyarakutika uchū rankiryū)[15]

## Przedmioty

### Transformacja
- Lip Rod (jap. リップ・ロッド Rippu Roddo) – różdżka z niebieskawym trzonkiem, zakończonym zdobieniem w kształcie serca. Na nim znajduje się granatowy kulisty kryształ z dwoma zielonkawymi półpierścieniami i złotą główką w kształcie pięcioramiennej gwiazdy. Haruka otrzymała ją podczas walki Sailor Neptune z demonem – różdżka zmaterializowała się przed nią. Dzięki niej Haruka zmienia się w Sailor Uranus.
- Uranus Crystal (jap. ウラヌス・クリスタル Uranusu Kurisutaru; Kryształ Urana) – kryształ Senshi. Haruka użyła go do transformacji w Eternal Sailor Uranus[11].

### Ataki
- Space Sword (jap. スペース・ソード Supēsu Sōdo; Kosmiczny Miecz) – to talizman, który był ukryty w sercu Haruki. Aby go z niej wydostać, wróg (Eudial) musiała zabić Sailor Uranus, która jednak powróciła do życia, po połączeniu się wszystkich talizmanów. Za pomocą niego Czarodziejka wykonuje atak Space Sword Blaster[16].

### Inne
- Zegarek Komunikacyjny (jap. 腕時計型の通信機 Udedokei Kata no Tsūshin-ki; Communication Watch)

## Aktorki
W anime głosu Haruce użyczyła Megumi Ogata, a w serialu Sailor Moon Crystal – Junko Minagawa.
W musicalach Sailor Moon w jej rolę wcieliły się aktorki: Sanae Kimura, Nao Takagi, Asako Uchida, Akiko Nakayama oraz Shū Shiotsuki.

## Odbiór
W 1995 roku, w 17. Anime Grand Prix, organizowanym przez magazyn Animage, postać Haruki Teno zajęła 1. miejsce w kategorii: najlepsza postać żeńska. Rok później, zajęła miejsce siódme, a dwa lata później – szóste. W oficjalnym sondażu popularności postaci z serii Sailor Moon, Sailor Uranus była szóstą najbardziej popularną postacią z pięćdziesięciu pozycji.